# Parafia św. Katarzyny w Wojutyczach
Parafia św. Katarzyny w Wojutyczach − parafia rzymskokatolicka znajdująca się w archidiecezji lwowskiej w dekanacie Sambor.